# Pepita Ferrer i Lucas
Pepita Ferrer i Lucas (Barcelona, 7 de maig de 1938 - Tarragona, 14 de gener de 1993), va ser la primera jugadora i monitora d'escacs catalana i de l'estat espanyol a aconseguir la categoria de Mestre Internacional Femení, l'any 1974. Fou la primera jugadora capaç de competir amb possibilitats contra jugadors masculins a Catalunya.
El mateix any de la seva mort la Generalitat de Catalunya, a proposta de la Federació Catalana d'Escacs, li concedia el guardó de Forjadora de l'Esport Català. La Federació Catalana d'Escacs ha creat el premi Pepita Ferrer, que es concedirà anualment al club que faci una millor promoció dels escacs femenins.
El 31 de març de 2020 l'Ajuntament de Tarragona decidí donar el seu nom a la Biblioteca del Centre Cívic Torreforta, que passà a denominar-se "Biblioteca Pepita Ferrer".

## Resultats destacats en competició
Va ser cinc cops Campiona de Catalunya, en els anys 1956, 1957, 1958, 1959 i 1981. Fou vuit vegades Campiona d'Espanya, en els anys 1961, 1963, 1969, 1971, 1972, 1973, 1974 i 1976, i en resultà subcampiona en dues ocasions, en els anys 1957 i 1959. També fou el 1970 campiona absoluta de Tarragona.
Es va classificar dues vegades per als torneigs interzonals, classificatoris per al Campionat del món d'escacs femení, l'any 1974 a Menorca i el 1985 a Jeleznovodsk. Pels resultats del primer Torneig Interzonal que va jugar, la Federació Internacional d'Escacs li va atorgar el 1974 la categoria de Mestre Internacional Femení, primera dona a l'estat espanyol a aconseguir-ho.

### Participació en olimpíades d'escacs
Pepita Ferrer va participar, representant Espanya en set Olimpíades d'escacs entre els anys 1974 i 1986 (dos cops com a 1r tauler), amb un resultat de (+28 =20 –23), per un 53,5% de la puntuació. El seu millor resultat el va fer a l'Olimpíada del 1974 en puntuar 7 de 10 (+6 =2 -2), amb el 70,0% de la puntuació. A l'Olimpíada del 1976 va guanyar la medalla de bronze per equips.

## Partides notables
Pepita Ferrer Lucas vs Garri Kaspàrov, Barcelona (1984)
```
1. e4 c5 2. Cf3 d6 3. d4 cd4 4. Cd4 Cf6 5. Cc3 g6 6. Ae2 Ag7 7. Ae3 Cc6 8. Cb3 O-O 9. O-O Ae6 10. f4 Dc8 11. Rh1 Td8
12. Af3 Ac4 13. Tf2 e5 14. Td2 ef4 15. Af4 Ce5 16. Ca5 Aa6 17. Ae2 Ae2 18. De2 Dc7 19. Db5 a6 20. Db4 b6 21. Cb3 Cc4
22. Te2 Dc6 23. Cd2 b5 24. Cc4 bc4 25. Td1 d5 26. ed5 Cd5 27. Cd5 Td5 28. Td5 Dd5 29. b3 Dd4 30. Dd2 Td8 31. Dd4 Td4 ½ - ½
```